# Melanagromyza asteracanthae
Melanagromyza asteracanthae är en tvåvingeart som beskrevs av Spencer 1966. Melanagromyza asteracanthae ingår i släktet Melanagromyza och familjen minerarflugor. Inga underarter finns listade i Catalogue of Life.